# جبهة القوى الديمقراطية
جبهة القوى الديمقراطية (بالفرنسية: Front des Forces Démocratiques)‏ (FFD) هو حزب سياسي مغربي. نشأ في نطاق انشقاق عرفه حزب التقدم والاشتراكية بعد وفاة زعيمه علي يعته. ويعتبر المراقبون الجبهة حزبًا تقدميًا يساريًا يمتاز على المستوى التنظيمي بتقليص صلاحيات، وفترة انتداب الكاتب العام للجبهة ومساعديه. وقد شكل الحزب مجموعتين برلمانيتين قبل انتخابات نوفمبر 1997. الأمين العام للجبهة هو التهامي الخياري.

## التاريخ
تأسس الحزب عام 1997 على شكل انشقاق عن حزب التقدم والاشتراكية. والحزب له ميول سياسية اشتراكية.
فاز الحزب بـ 12 مقعدًا من أصل 325 مقعدًا في الانتخابات البرلمانية التي أجريت في 27 سبتمبر 2002 ، و فاز الحزب بـ 9 مقاعد من أصل 325 مقعدًا في الانتخابات النيابية التالية، التي أجريت في 7 سبتمبر 2007، وفي الانتخابات البرلمانية لعام 2011، فاز الحزب بمقعد واحد فقط من أصل 395.
وللحزب صحيفة باللغة العربية، وهي المنتاف.